# Leandro Simioni
Leandro Simioni (født 29. september 1974) er en tidligere brasiliansk fodboldspiller.